# St.-Helena-Olivenbaum
Der St.-Helena-Olivenbaum (Nesiota elliptica) war die einzige  Pflanzenart der monotypischen Gattung Nesiota. Trotz des Namens war er nicht näher mit dem Olivenbaum verwandt, sondern gehörte zur Familie der Kreuzdorngewächse (Rhamnaceae). Er war endemisch auf den höchsten Punkten der östlichen Zentralbergkette der Insel St. Helena und gilt seit 2003 als ausgestorben.

## Beschreibung
Der St.-Helena-Olivenbaum  war ein kleiner Baum, der Wuchshöhen von bis zu vier Meter erreichte, mit zahlreichen Ästen und einer dunkelbraunen bis schwarzen Borke. Die verkehrt länglichen und an der Spitze gekräuselten Laubblätter waren 5 bis 8 Zentimeter lang und 2 bis 3,5 Zentimeter breit. Die Oberseite der Laubblätter war dunkelgrün und die helle Unterseite war mit flach anliegenden Härchen bedeckt. 
Die dicht gebündelten, hellrosa Blüten wuchsen in einem verzweigten Blütenstand, der nicht über die Blätter herausragte. Die Blütezeit war von Juni bis Oktober. Die Pflanze war zu 99 % selbstinkompatibel, das heißt, diese Art war nicht in der Lage, sich selbst zu bestäuben. Als Bestäuber fungierte die endemische Fliegenart Sphaerophoria (Loveridgeana) beattiei. 

## Ökologie
Die Früchte benötigten ein Jahr bis zur Reife. Die harten, holzigen Kapselfrüchte waren ein bis zwei Zentimeter lang, sie platzten bei Reife auf, wobei dreieckige, glänzend schwarze Samen zum Vorschein kamen.

## Aussterben
Der St.-Helena-Olivenbaum war bereits im 19. Jahrhundert extrem selten. Wahrscheinlich war der Rückgang auf Lebensraumverlust aufgrund der Entwaldung für die Nutzholzgewinnung und der Überweidung durch verwilderte Hausziegen sowie auf Pilzerkrankungen zurückzuführen. Der Botaniker John Charles Melliss zählte 1875 nur zwölf bis fünfzehn Bäume; kurze Zeit darauf galt die Art als verschollen, bis im August 1977 am Diana’s Peak ein einzelnes Exemplar wiederentdeckt wurde. Dieser Baum war von zahlreichen pilzartigen Infektionen befallen, die bei dem Versuch, ihn zu erhalten, verschlimmert wurden. Der letzte wilde St.-Helena-Olivenbaum starb am 11. Oktober 1994. Es gelang jedoch zuvor in der „Environmental Conservation Section“, St. Helena, aus einem Ableger einen zwei Meter hohen Baum heranzuziehen. Im Jahr 1995 konnten im „Pounceys Arboretum“ vier Sämlinge herangezogen werden, bevor der Baum im Jahr 1997 ebenfalls starb. Aus den vier Sämlingen überlebte ab 1999 nur einer, welcher im Dezember 2003 aufgrund einer Pilzinfektion starb. Die Pflanzenart gilt, seit dem Scheitern aller lebenserhaltenden Maßnahmen und mangels Funden in der Natur, als ausgestorben.